# Группа B чемпионата мира по хоккею с шайбой 1956
23-й чемпионат мира и одновременно 34-й чемпионат Европы по хоккею с шайбой проходил в ГДР (Группа В).
Турнир проходил в один круг.

## Результаты матчей
| М  | Команды  | 1    | 2   | 3    | Ш     | О |
| -- | -------- | ---- | --- | ---- | ----- | - |
| 11 | ГДР      | •    | 4:1 | 14:7 | 18-8  | 4 |
| 12 | Норвегия | 1:4  | •   | 7:5  | 8-9   | 2 |
| 13 | Бельгия  | 7:14 | 5:7 | •    | 12-21 | 0 |